# El jinete de la brisa
El jinete de la brisa es un libro de la escritora venezolana Ida Gramcko, publicado en 1967. Se trata de una obra híbrida que combina principalmente ensayos, junto con relatos de ciencia ficción y fantasía. El volumen incluye reflexiones sobre literatura, narraciones y pasajes de carácter íntimo y personal.

## Sinopsis
Posee los siguientes 36 textos:
- El caparazón de los cangrejos. Una anécdota personal de la escritora sobre su infancia.
- Una visión: Teresa de la Parra. Donde narra su descubrimiento de la autora venezolana Teresa de la Parra, en especial de sus «Cartas».
- Lienzos y Máscaras de Feliciano Carvallo. Una valoración crítica de la obra del pintor y artista venezolano Feliciano Carvallo.
- Poesía y Tiempo. Un acercamiento crítico a la obra poética «La Hija Vertiginosa», del poeta chileno Humberto Díaz Casanueva
- Poesía Nueva. Donde se acerca a una impresión de la poeta Elizabeth Schon.
- Un nuevo y universal Cuahutemoc. Una aproximación crítica a este personaje, creado y representado por el bailarín Guillermo Arriaga del Ballet Mexicano del Instituto Nacional de Bellas Artes de México.
- Armida, Ondina y la Locura. Sobre la interpretación que se hace del mito por parte de los directores teatrales (Brecht, Miller, Jean Cocteau, Giradoux) de personajes mitológicos como Ondina y la escritora Elizabeth Schon.
- Perlimplin, Príncipe que no pudo ser. Sobre un duende de la ficción teatral de García Lorca.
- Bronce de las carnes esclavas. Sobre el libro «El corazón es un cazador solitario», una novela de la escritora Carson McCullers.
- Los pasos perdidos. Sobre la novela «los pasos perdidos» del escritor cubano Alejo Carpentier.
- Asnos, Torres y Viandas. Un relato de la autora donde mezcla con rapidez diversos personajes de Perrault, Gulliver, Piel de asno y Platero y yo.
- Platero y nosotros. Sobre el cuento «Platero y yo» de Juan Ramón Jiménez
- Donde todo se muere de futuro (I y II). Son dos partes de un ensayo crítico sobre diferentes poetas como André Breton y Robert Ganzo, y la problemática de la poesía.
- Arroyo, Cristal, Yedra, Lazos. Ensayos sobre la poética del español Francisco de la Torre.
- la mujer en la obra de Rómulo Gallegos'. Interesante ensayo que se analizan los personajes femeninos de la novela Doña Bárbara y Reinaldo Solar de Rómulo Gallegos.
- Texto de un brujo. Un apreciable relato de ficción fantástica de la autora.
- Fragmento. Otro relato de ficción fantástica de la autora, de tono onírico.
- Hágase la luz. Una expresión personal crítica sobre su decepción al salir de una exposición en el Museo de Bellas Artes, y reflexiones acerca del arte.
- Una espiga ante el muro. Un ensayo sobre el origen social y trato a la delincuencia femenina.
- Claridad y no imaginación. Sobre el libro «Delincuencia femenina venezolana» del doctor Fernando Rísquez y una continuación de sus reflexiones sobre el mismo tema.
- Viaje al anochecer de Mariano. Ensayo después de la muerte del artista venezolano Mariano Picón Salas.
- Al pastor de las nieblas. Otro ensayo sobre Mariano Picón Salas.
- La fragancia del yo. Ensayo reflexivo sobre el arte luego de apreciar la exposición Arte Colonial en el Museo de Bellas Artes.
- Mariano Picón Salas. Tercer ensayo sobre este artista venezolano.
- Rosa de espadas. Ensayo sobre la poesía a través de los escritos del poeta Alfredo Coronil Hartmann.
- Gnosis y Grande, Grávido Misterio. Sobre la búsqueda de la gnosis mística de los artistas, y una aproximación a través de la obra de Elsa Gramcko.
- Luis Chacón'. Ensayo sobre el poeta Luis Chacón.
- Un pino ha muerto de pie. Sobre la obra teatral de Alberto Paz y Mateos.
- El rigor cósmico en Ganzo. Ensayo de la búsqueda poética del poeta Robert Ganzo, al ser entrevistado con la autora luego de su visita al Instituto Nacional de Cultura y Bellas Artes.
- Perrault y Walt. Ensayo sobre la transformación de la obra de Perrault por Walt Disney en su adaptación al cine de los viejos relatos.
- Difícil despertar. Relato de ciencia ficción de la autora. Introduce el tema de los «injertologos», que injertan animales, no plantas.
- El esfuerzo, el deseo. Otro relato de ciencia ficción de la autora. Breve relato astral, según dice el subtítulo. Introduce un curiosos conceptos: «Plastómico», tela plástica realizada atómicamente; «Metabros», libros que se leen sin esfuerzos visuales; «Almivia», especie de jugo azucarado extraído del almíbar común y una savia agridulce de Estragona; «Acelmus», especie de legumbre surgida de la combinación de nuestra acelga con un vegetal de Venus; y la «Psidicina», especie de medicina psíquica inferior a la psicoterapia.
- Una flor benevolente. Otro relato de ciencia ficción protagonizado por biólogos.
- La materia o el fruto. Relato de fantasía de la autora que muestra una conversación entre el alma de «Trilada» y una fruta sobre el significado de la muerte.